# Подмосковные вечера
«Подмоско́вные вечера́» (з рос. — «Підмосковні вечори») — широковідома радянська пісня. Створена композитором В. Соловйовим-Сєдим на слова Михайла Матусовського.

## Історія створення
Творчому дуету — поету Михайлу Матусовському і композитору Василю Соловйову-Сєдому замовили ліричну пісню для документального фільму «У дні спартакіади», присвяченому Спартакіаді 1956 року.
В. Соловйов-Сєдой знайшов створену і забраковану ним два роки тому ліричну мелодію, навіяну тихим літнім ленінградським вечором, спокоєм, близькістю коханої людини. На цю мелодію Михайло Матусовський написав слова. Так з'явилася пісня «Ленинградские вечера». За задумом авторів фільму пісня мала б прозвучати на фоні кадрів Підмосков'я, де спортсмени відпочивають на спортивній базі, набираючись сил перед відповідальними стартами. Відповідно до цього поет зробив «ленінградські» вечори «підмосковними». Мелодію також трохи змінили, після чого автори відправилися з піснею до Москви.
Художній раді фільму пісня не сподобалася, проте вона була прийнята виключно через те, що не було часу для написання іншої.
Виконати «Подмосковные вечера» запропонували знаменитому співаку Марку Бернесу. Бернес відмовився від пропозиції. Музика здалася йому непоганою, а слова він розкритикував, особливо висміявши фразу «что ж ты, милая, смотришь искоса, низко голову наклоня». Пісню запропонували іншому співакові, проте його виконання не сподобалося авторам.
Актор Володимир Трошин попросив виконати пісню так, як він її розуміє та відчуває, саме в його виконанні пісня з першого ж дубля ввійшла в кінофільм. Сам фільм, в якому прозвучала композиція, не мав популярності.

## Популярність
Пісня стала відомою після того, як пролунала по радіо.
В 1957 році композиція «Подмосковные вечера» у виконанні Володимира Трошина стала піснею Московського фестивалю молоді та студентів. В. Соловйову-Сєдому присудили Першу премію та нагородили Великою Золотою медаллю цього фестивалю за «Подмосковные вечера».
З того часу пісня набула популярності не тільки в Союзі РСР, а й далеко за його межами. Її переспівували багатьма мовами: українською (Володимир Мирон Старосольський), англійською (Петула Кларк), німецькою (Петер Вієланд), фінською (Тапіо Раутаваара), шведською (Ян Хьойлан), угорською (Дьордь Раднаї) тощо.
В 1965 році композиція стала героїнею лялькового мультфільму «Песня летит по свету» режисера Анатолія Карановича.
Перші такти мелодії «Подмосковных вечеров» є позивними Радіо «Маяк». Ці позивні внесено до книги рекордів Гіннеса за довготривале використання.
Серед багатьох знаних виконавців пісні поруч із В. Трошиним можна виділити Георга Отса, Анатолія Солов'яненка, Карела Готта.